# Bob Lanier
Bob Lanier, właśc. Robert Jerry Lanier Jr. (ur. 10 września 1948 w Buffalo, zm. 10 maja 2022) – amerykański koszykarz występujący na pozycji środkowego.
Mierzący 211 cm wzrostu koszykarz do NBA został wybrany z numerem 1. w drafcie w 1970 przez Detroit Pistons i w tym klubie spędził niemal dekadę (1970-1980). Był zawodnikiem także Milwaukee Bucks (1980–1984). W pierwszym sezonie gry został wybrany do piątki debiutantów sezonu. Był jednym z lepszych centrów lat 70., karierę zakończył z dorobkiem 19 248 punktów i 9698 zbiórek.
Osiem razy brał udział w meczu gwiazd NBA (MVP w 1974). Koszulka z jego numerem (16) została zastrzeżona zarówno przez Pistons jak i Bucks.

## Osiągnięcia

### NCAA
- Uczestnik rozgrywek:
  - NCAA Final Four (1970)
  - Sweet 16 turnieju NCAA (1968, 1970)
- Zaliczony do:
  - I składu All-American (1970)[3]
  - II składu All-American (1968)[3]
  - Akademickiej Galerii Sław Koszykówki (2006)[4]

### NBA
- MVP meczu gwiazd:
  - NBA (1974)[5]
  - NBA vs ABA (1972)[6]
- Uczestnik meczu gwiazd:
  - NBA vs ABA (1972)[7]
  - NBA (1972–1975, 1977–1979, 1982)
- Wybrany do:
  - I składu debiutantów NBA (1971)[8]
  - Koszykarskiej Galerii Sław im. Jamesa Naismitha (Naismith Memorial Basketball Hall Of Fame – 1992)[9]
- Zdobywca nagrody J. Walter Kennedy Citizenship Award (1978)[10]
- Kluby Detroit Pistons oraz Milwaukee Bucks zastrzegły należący do niego w numer 16[11]
- Lider play-off w:
  - średniej bloków (1975)[12]
  - skuteczności rzutów z gry (1977)[13]